# 農村公園
農村公園（のうそんこうえん）とは農業集落居住者の憩いの場を提供する目的で造られた公園で、農林水産省の農村総合整備モデル事業として整備された公園が含まれる。

## 概要
都市公園と農村公園では、公園内の緑化の度合いなど、周辺地域との関係から、造園コンセプトに違いが認められ、「公園」の中でも農村公園に区分けされるジャンルがある。